# Синтаксис русских диалектов
Си́нтаксис ру́сских диале́ктов — модели словосочетаний, структурные схемы предложений, средства связи предложений друг с другом и другие синтаксические элементы, характеризующие языковые комплексы диалектов русского языка. В сравнении с числом явлений, формирующим диалектные различия в области фонетики и морфологии, число явлений, формирующее различия в области синтаксиса, является в русских диалектах незначительным. Большинство синтаксических черт, распространённых в говорах русского языка, не являются диалектными, так как имеют общерусский характер: данные черты одинаковы во всех говорах и по большей части совпадают с чертами, характерными для русского литературного языка и просторечия.
Среди синтаксических явлений в русских диалектах отмечают как архаизмы, так и инновации. Различают явления противопоставленные и непротивопоставленные. К первым относят такие явления, в которых выражение одного и того же круга смысловых отношений осуществляется при помощи двух или нескольких синтаксических конструкций различной структуры, распространённых в разных говорах. Ко вторым относят такие явления, в которых выражение круга смысловых отношений в одних говорах передаётся при помощи такой синтаксической конструкции, которая отсутствует в других говорах.
В звеньях синтаксической системы меньше всего диалектных различий по говорам отмечается в конструкциях сложного предложения в сравнении с конструкциями словосочетания и простого предложения, также сложное предложение является наименее изученным звеном в области синтаксиса русских диалектов.

## Синтаксис в диалектном членении русского языка

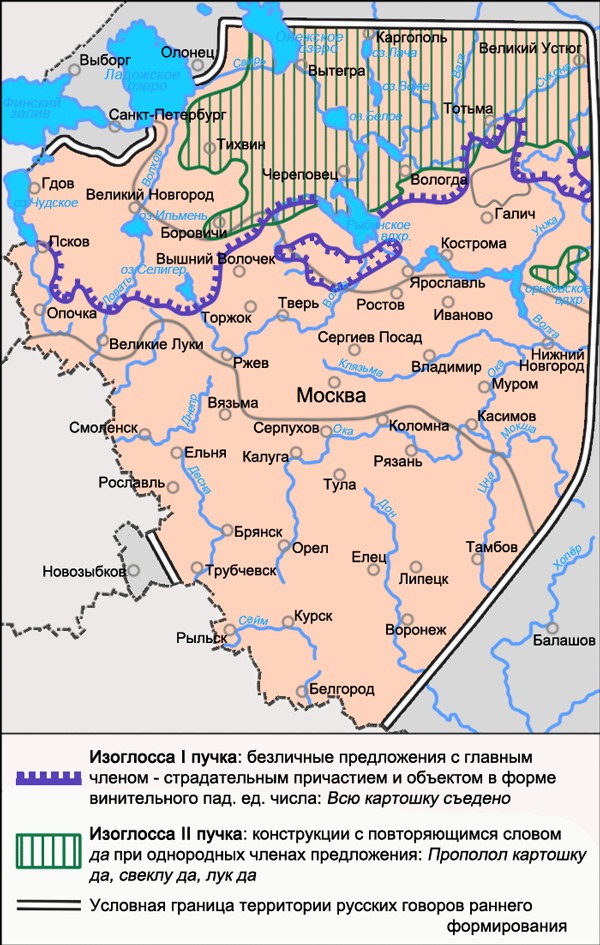
Северная диалектная зона

Наибольшее число отличий в синтаксическом строе русских диалектов отмечается в говорах северной локализации: в севернорусском наречии в целом или в его отдельных группах говоров, в северной диалектной зоне (включающей западные среднерусские окающие говоры и говоры северного наречия без Костромской группы) и в северо-западной диалектной зоне.
Так, например, в характеристику северной диалектной зоны входят такие синтаксические явления, как (см. карту северной диалектной зоны):
1. Явления, выделяемые I пучком изоглосс:
  - Распространение безличных предложений с главным членом — страдательным причастием и объектом в форме винительного падежа: всю карто́шку съе́дено[6].

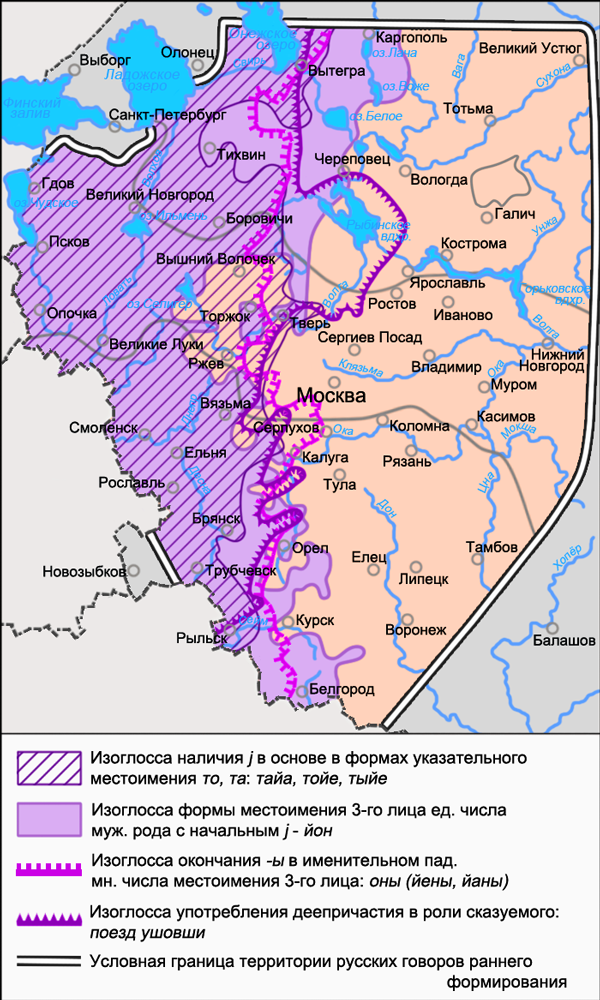
Западная диалектная зона

1. Явления, выделяемые II пучком изоглосс:
  - Распространение конструкций, состоящих из инфинитива и прямого объекта при нём в форме именительного падежа единственного числа существительных женского рода с окончанием -а: копа́ть карто́шка (реже встречается употребление прямого объекта в той же форме при спрягаемых формах глагола).
  - Распространение конструкций с повторяющимся словом да при однородных членах предложения: прополо́ли карто́шку да, све́клу да, лук да.
  - Сочетание предлога ми́мо с винительным падежом существительного: прое́хать ми́мо лес.
  - Употребление формы родительного падежа имени при главном члене, являющемся спрягаемой формой глагола: есть у нас таки́х пе́сен[9].

В характеристику Вологодской группы говоров северного наречия входят такие синтаксические явления, как:
- Употребление предлогов по́дле, во́зле в сочетании с винительным падежом имени: во́зле лес.
- Употребление предлогов по-за, по-под, по-над в сочетании с формой дательного падежа имени: по-за селу́, по-под кры́ше[10].

Помимо севернорусских говоров синтаксические отличия также нередко встречаются в говорах западной локализации: в говорах западной диалектной зоны, из них чаще в тех группах говоров, чьи ареалы примыкают к территории распространения белорусского языка.
Так, например, в характеристику западной диалектной зоны входят такие синтаксические явления, как (см. карту западной диалектной зоны):
- Исключительное распространение конструкции с предлогом с или з в случаях типа прие́хал з го́рода, вы́лез с я́мы в соответствии конструкциям с предлогом из.
- Употребление деепричастия в функции сказуемого: по́езд ушо́вши[6].

В характеристику Западной группы говоров южного наречия входят такие синтаксические явления, как:
- Употребление вопросительной частицы ти.
- Распространение конструкции пойти́ в я́годы с объектно-целевым значением[11].

## Словосочетание
Словосочетания в диалектах русского языка строятся по тем же моделям (согласование, управление, примыкание), что и в литературном языке. Основные диалектные различия отмечаются в форме подчинённого слова в модели управления. Среди диалектных моделей словосочетаний встречаются как предложные, так и беспредложные модели.

### Различия в смысловых отношениях
В данной группе синтаксических явлений в одних и тех же моделях словосочетаний возможно выражение различных смысловых отношений в разных русских диалектах.
- Словосочетания с объектно-целевым значением.

1. Помимо выражения во всех русских говорах и в литературном языке в глагольных словосочетаниях с существительным в винительном падеже и предлогом по пространственных и временны́х отношений в части русских говоров в этих словосочетаниях также могут быть выражены объектно-целевые отношения: сходи́ по коро́ву (сходи за коровой), отпра́виться по сосе́дку (отправиться за соседкой), пошёл по топо́р (пошёл за топором), пошёл по оре́хи (пошёл за орехами) и т. п.[13] Ареал данного явления занимает широкую полосу с северо-востока (Вологодская область) до юго-запада (Брянская область) территории русских говоров раннего формирования, включая бо́льшую часть севернорусских говоров, восточные среднерусские говоры и часть южнорусских говоров. Существительные в словосочетаниях объектно-целевого назначения с предлогом по могут быть ограничены категорией неодушевлённости в одних говорах, определённой семантической группой среди неодушевлённых существительных в других говорах (только названия, связанные с растительным миром) или единичными словами из этой группы в третьих говорах (только названия видов ягод и грибов)[~ 2][14]. Случаи употребления предлога по с винительным падежом неодушевлённых и одушевлённых существительных в конструкциях с целевым назначением входят в характеристику ареала I пучка северо-восточной диалектной зоны[15]. Данные словосочетания, в которые включался широкий круг существительных, были характерны для всех русских диалектов до XVII века.

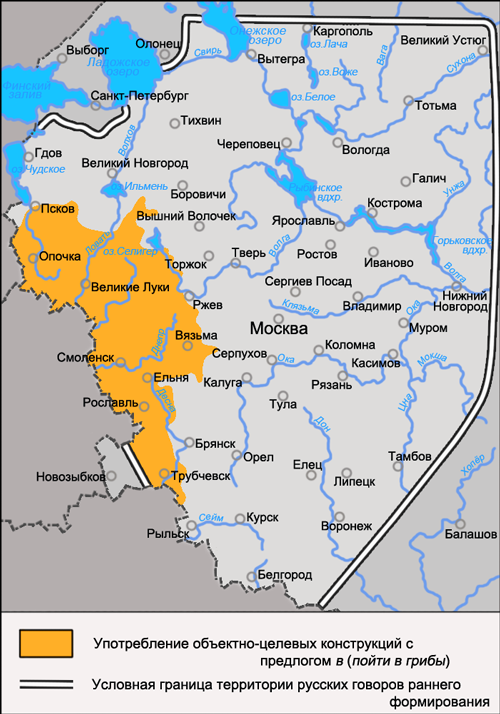
Ареал конструкции пойти́ в грибы́

1. Как и конструкции с предлогом по глагольные словосочетания с существительным в винительном падеже и предлогом в выражают пространственные, временны́е, а также объектные отношения во всех русских говорах и в литературном языке, кроме этого они могут выражать в части говоров и объектно-целевые отношения: пойти́ в я́годы (пойти за ягодами), пойти́ в оре́хи (пойти за орехами) и т. п.[13] Ареал этого синтаксического явления примыкает к границам Белоруссии, охватывая к северу и востоку от них русские говоры, и к западу от них белорусские говоры. Распространение конструкции пойти́ в я́годы с объектно-целевым значением входит в языковую характеристику Западной[11], Верхне-Днепровской[17], Псковской и Гдовской групп говоров[18]. Круг слов, включаемых в конструкции с предлогом в ограничивается, как правило, названиями, связанными с растительным миром, чаще всего с названиями ягод и грибов; конструкции с другими существительными (он ушо́дчи в ко́ни) встречаются редко. Данные словосочетания с объектно-целевым значением вероятнее всего являются в русских говорах инновацией[19].
2. Для обозначения объекта, к которому направлено движение, возможно регулярное употребление существительных в форме родительного падежа с предлогом до: схожу́ до ре́чки (схожу на речку), пошла́ до врача́ (пошла к врачу) и т. п. Данные конструкции характерны для ряда говоров западной локализации, включающих как южнорусские, так и среднерусские и севернорусские говоры[13][20].

- Словосочетания с пространственным и временны́м значением.

1. Употребление существительных в предложном (реже в винительном) падеже с предлогом о (об) в словосочетаниях, выражающих временны́е отношения: о ма́слянице блины́ пекли́ (блины пекли во время масленицы), о ма́е-то она́ до́ма бу́дет (она будет дома в мае) и т. п. На территории распространения русских диалектов данное архаичное явление представлено разрозненными ареалами. В большинстве русских говоров и в литературном языке словосочетания с предлогом о выражают только объектные отношения[19]. Различные оттенки временной характеристики действия также могут передаваться словосочетаниями с существительным в родительном падеже с предлогами про́тив (в значении накануне), сза́ду, проме́жду (между), сере́дь (среди): урожа́й про́тив холодо́в собира́ют (урожай собирают до холодов) и т. п. Глагольные словосочетания, выражающие временные отношения, могут передаваться и при помощи существительных в форме дательного падежа с предлогом по: по всей ночи́ гуля́л (гулял всю ночь), по заре́ встава́л (вставал на заре) и т. п.[20]
2. Употребление существительных в винительном падеже с предлогом о (об) в словосочетаниях, выражающих пространственные отношения: живём о ре́ку (живём рядом с рекой), о и́збу скла́дено (сложено возле избы) и т. п. Данное предложное сочетание распространено в части говоров севернорусского наречия. Также как и в случае выражения временны́х отношений, конструкции с предлогом о, выражающие пространственные отношения, являются архаизмом[19].

### Предложные словосочетания
К данной группе синтаксических явлений относятся модели словосочетаний, образуемые за счёт употребления предлогов в сочетании с существительными в одном значении, но в разных падежах, за счёт употребления предлогов, неизвестных в других диалектных объединениях и употребления одних предлогов в значении других предлогов.
- Употребление предлогов ми́мо, во́зле, по́дле с существительными в винительном падеже в отличие от употребления этих предлогов с существительными в родительном падеже в литературном языке: прое́хал ми́мо лес, во́зле ре́ку-то не ходи́те, сядь по́дле ба́бушку и т. п.[13] Данное явление, являющееся архаизмом, было свойственно древнерусскому языку, в котором предлоги во́зле, по́дле сочетались с родительным и винительным падежами, а предлог ми́мо с винительным падежом. В современных русских говорах это явление сохранилось в диалектных объединениях северной локализации[21]. Употребление предлогов по́дле, во́зле в сочетании с винительным падежом имени входит в языковую характеристику Вологодской[10] и Архангельской (Поморской) групп говоров, встречаясь также в говорах Кировской области, а употребление предлога ми́мо входит в характеристику ареала II пучка северной диалектной зоны[9].
- Употребление предлогов, неизвестных литературному языку и другим говорам (данное явление основано на распространении предлогов, известных только в определённой группе говоров, и может расцениваться также как лексическое различие):

1. Употребление в сочетании с существительными двойных предлогов — по-за, по-под, по-над: по-за селу́, по-под кры́ше, по-над реко́й и т. п. В конструкциях со значением направления движения существительное употребляется в винительном падеже — пройди́ по-за луг; в конструкциях со значением места действия употребляется существительное в творительном падеже в говорах южного наречия — не ходи́ по-под око́шком, и преимущественно в дательном падеже в севернорусских говорах — лежа́т по-за гнезду́ и т. п. Все двойные предлоги, как правило, употребляются для передачи пространственных отношений, в случаях передачи иных конструкций употребляется только предлог по-за: по-за хле́бом пошёл и т. п. Значением двойного предлога может являться как сумма двух его частей, так и только одна из этих частей (управление может быть обусловлено только первой или второй частями предлога). Данное явление, возможно, представляет собой инновацию, в письменных памятниках двойные предлоги встречаются только с XVII века[22]. Употребление двойных предлогов распространено в говорах Архангельской (Поморской) и Вологодской групп[10], в вятских говорах Кировской области, а также в пограничных с Украиной районах Курской, Белгородской и Воронежской областей (данное явление входит в языковую характеристику оскольских говоров[23]). Употребление двойных предлогов характерно для украинского языка и части говоров белорусского языка[22].
2. Употребление в сочетании с существительными предлога оба́пол (оба́пола, оба́полы) в значении около: оба́пол ма́тери сиде́л, оба́пол До́ну живём и т. п. Словосочетания с предлогом оба́пол встречаются в ряде говоров южнорусского наречия[20][24].
3. Употребление в сочетании с существительными в форме родительного падежа предлога супроти́в (супроти́, насупроти́в) для обозначения предмета, прямо перед которым находится кто-то или что-то: сидя́т молоды́е насупроти́в отца́ и ма́тери и т. п.[20][25]

- Употребление в сочетании с существительными предлогов с или з в значении с, из: вы́лезти с я́мы (вылезти из ямы), вы́йти з ле́са (выйти из леса), сплести́ з верёвок (сплести из верёвок), идти́ с села́ (идти из села), уйти́ з утра́ (уйти с утра) и т. п.[13] Наличие словосочетаний с существительными с предлогами с или з в соответствии предлогу из характерно исключительно для говоров западной диалектной зоны (кроме селигеро-торжковских говоров)[6], наиболее распространёнными являются конструкции с предлогом с, употребление предлога з в пределах зоны встречается преимущественно в пограничных с Белоруссией районах Смоленской и Брянской областей. Наличие предлога з является характерной чертой украинского и белорусского языков. Данное явление, возможно, сформировалось вследствие как синтаксических, так и фонетических процессов[26].

### Беспредложные словосочетания
Среди диалектных особенностей в строении конструкций беспредложных словосочетаний наиболее распространёнными и занимающими определённый компактный ареал являются случаи употребления переходных глаголов и прямого объекта в форме именительного падежа: копа́ть карто́шка, коси́ть трава́, пасти́ ко́ни, принести́ вода́ и т. п. Также отмечаются особенности в конструкциях беспредложных словосочетаний с существительными в форме дательного падежа и в форме родительного или винительного падежей с отличными от литературного языка и большинства говоров значениями.

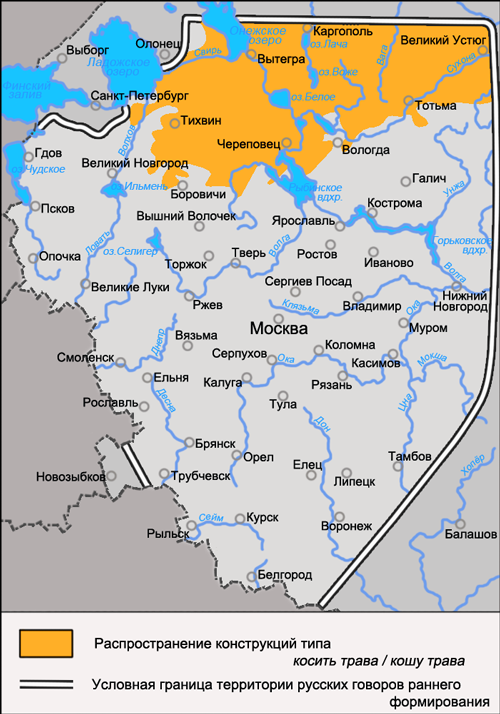
Ареал конструкции коси́ть трава́ / кошу́ трава́

- Словосочетания с переходными глаголами и прямым объектом в форме именительного падежа единственного числа существительных женского рода с окончанием -а или окончанием на согласный при согласованном определении: пойду́ оха́пка вы́нести, он не зна́вши доро́га пошёл и т. п.[27] Формы переходных глаголов в этих словосочетаниях включают инфинитивы, изъявительное, повелительное, сослагательное наклонение, деепричастия, часто в сочетании с наречием надо[28]. Основным ареалом распространения данных архаичных беспредложных словосочетаний являются говоры северной диалектной зоны, наиболее употребительны в них инфинитивные словосочетания (конструкции, состоящие из инфинитива и прямого объекта при нём в форме именительного падежа единственного числа существительных женского рода с окончанием -а), которые включены в языковую характеристику говоров ареала II пучка северной диалектной зоны[~ 3]. Употребление прямого объекта в этих говорах в той же форме при спрягаемых формах глагола является менее регулярным, чем употребление прямого объекта при инфинитиве[9]. Во всех остальных русских диалектах, прежде всего южной локализации, отмечаются только единичные случаи употребления предложения типа на́до мука́ купи́ть[28].
- Словосочетания с переходными глаголами и прямым объектом в форме именительного падежа множественного числа одушевлённых существительных (чаще всего названий животных): ко́зы дои́ть пора́, на́до ко́ни пои́ть, старики́ жале́ть на́до и т. п.[27] Данное явление можно рассматривать и как морфологическое: выделение в категории одушевлённости названий лиц с формой родительного падежа на месте винительного и названий животных, для которых, как и для неодушевлённых предметов, употребляется одна форма именительного и винительного падежей. В случае, если существительное не выступает в качестве прямого объекта, употребляются словоформы типа охо́титься на за́йцев, сесть на коне́й и т. п. Данные словосочетания распространены в говорах западных районов Псковской, Смоленской и Брянской областей и в некоторых севернорусских говорах[29]. Указанное явление, вероятно, свидетельствует о продолжающемся процессе формирования категории одушевлённости / неодушевлённости в данных говорах[12].
- Словосочетания с переходными глаголами и прямым объектом в форме именительного падежа единственного числа мужского рода одушевлённых существительных: на́до бык купи́ть и т. п. Отмечаются в редких среднерусских и севернорусских говорах[29].
- Употребление словосочетаний с существительными в форме дательного падежа со значением принадлежности в отличие от литературного языка, в котором употребляются существительные в форме родительного падежа: вон хозя́йка са́ду, идёт хозя́ин до́му и т. п. Данные словосочетания встречаются в некоторых говорах как южнорусского, так и севернорусского наречий[12].
- Употребление словосочетаний с существительными в форме родительного или винительного падежей, выражающих временное значение, в отличие от литературного языка, в котором употребляются существительные в форме творительного падежа: он был у нас того́ же ле́та (он был у нас тем же летом), зи́му куда́ ж она́ хо́дит (куда же она ходит зимой) и т. п. Данные беспредложные словосочетания употребляются в некоторых севернорусских говорах[12].

## Предложение

### Простое предложение
Диалектные различия в составе структурных схем простого предложения характерны для односоставных предложений и таких двусоставных предложений, в которых сказуемое выражено неизменяемым словом (наречием, неизменяемой причастной или деепричастной формой). Диалектные структурные схемы простых предложений могут различаться по говорам лексико-грамматическим наполнением своих компонентов и семантическими возможностями образованных на их основе предложений.

#### Перфект
В северо-западной части территории русских говоров раннего формирования значение состояния, являющегося результатом законченного ранее действия, последовательно выражается не только в страдательных, но и в действительных конструкциях (при помощи страдательных причастий и деепричастий). Употребляющиеся в перфектном значении краткие страдательные причастия и деепричастия в данных говорах свидетельствуют о формирующейся в их грамматическом строе категории перфекта. Сочетаниям кратких страдательных причастий и деепричастий с разными формами глагола быть, являющимся формами категории перфекта и выражающим следствие произошедшего действия, противостоят в системе глагола формы, обозначающим действие как процесс, не соотнося его с результатом.

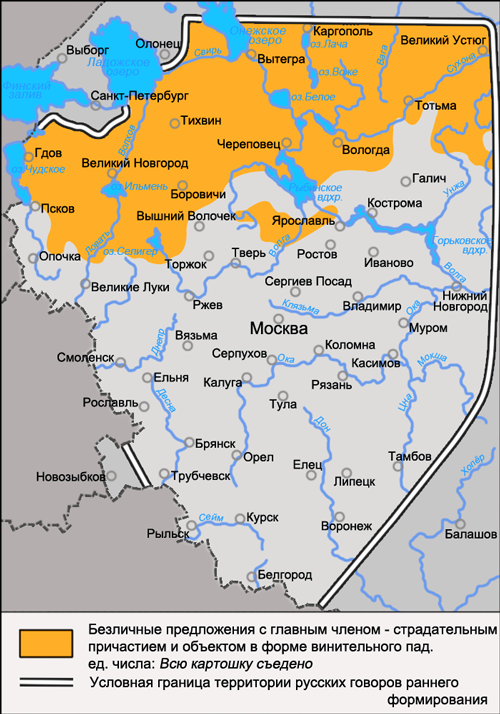
Ареал конструкции всю карто́шку съе́дено

- Предложение с краткими страдательными причастиями.

Схемы предложений с краткими страдательными причастиями, оканчивающимися на -но, -то, -нось, -тось: ку́плено, по́жито, забра́нось, оде́тось. Причастия с глаголом быть в прошедшем времени выражают в этих предложениях состояние в прошлом, предшествующее моменту речи (молока́ бы́ло про́лито), в будущем времени выражают состояние в будущем, следующим сразу после момента речи (молока́ бу́дет про́лито), в настоящем — состояние в момент речи со словоформой есть или нулевой формой служебного глагола (молока́ есть про́лито, молока́ про́лито).
Причастия, образованные от переходных глаголов, в форме на -но, -то составляют структурную схему предложения (у них ещё не па́хано) или являются частью двухкомпонентной схемы, сочетаясь в её составе с существительным, называющим предмет, который вызвал состояние, выражаемое причастием (на полу́ воды́ на́лито). Причастия, образованные от непереходных глаголов, в форме на -но, -то, -нось, -тось всегда составляют структурную схему предложения (с молоды́х дён по́жито хорошо́, у неё уж оде́тось). В составе структурной схемы предложения причастия в форме на -но, -то сочетаются в ряде говоров северной диалектной зоны с существительными в форме именительного и винительного падежей: мука́ у нас ку́плено, пету́н проме́няно на ку́ру, и́збу уже за́перто, ча́шку разби́то и т. п., во всех русских говорах и в литературном языке сочетаются с существительными в форме родительного падежа: в саду́ мали́ны наса́жено, в ми́ску молока́ нали́то и т. п.

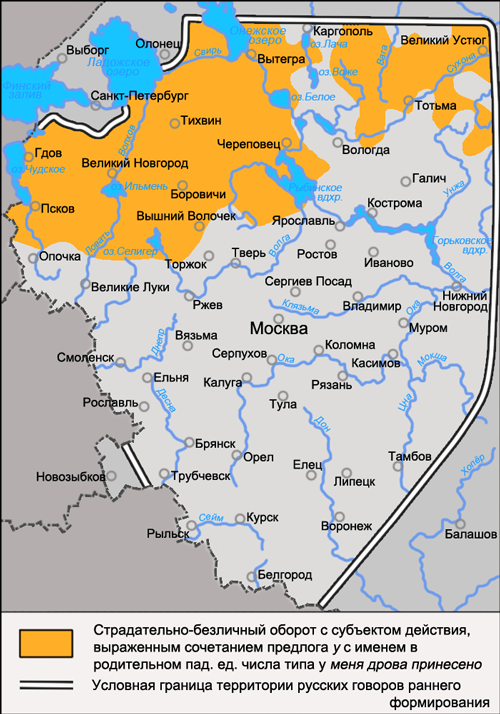
Ареал конструкции у меня́ дрова́ прине́сено

Причастные предложения на основе однокомпонентной структурной схемы с формой на -но, -то, образованные от переходных глаголов (хорошо́ ска́зано), являются общерусскими; образованные от непереходных глаголов без постфикса -ся (из дере́вни уж уе́хано у них) отмечаются в северной диалектной зоне (за исключением широко распространённых причастий: ве́лено, хо́жено и некоторых других); образованные от непереходных глаголов с постфиксом -ся (у кота́ уж на пе́чку забра́нось) распространены на территории северного наречия в ареале, протянувшемся узкой полосой с севера на юг от Онежского озера до Рыбинского водохранилища.
Для севернорусских говоров характерны односоставные (безличные) предложения с причастиями на -но, -то (во́ля бы́ло дано́, бы́ло кла́дено соха́), двусоставные (карто́шка была́ се́яно, попро́шено сосе́ди бы́ли помо́чь) отмечаются главным образом в западных среднерусских и реже в западных севернорусских говорах.
В характеристику северной диалектной зоны (ареал I пучка, больший по территории) включено распространение безличных предложений с главным членом — страдательным причастием и объектом в форме винительного падежа: всю карто́шку съе́дено; в характеристику северо-западной диалектной зоны и западных среднерусских говоров входит распространение страдательно-безличного оборота с субъектом действия, выраженным сочетанием предлога у с именем в родительном падеже единственного числа: у меня́ воды́ прине́сено, у меня́ пря́лку на пече́ поло́жено, у ей на столе́ с тетра́дками раскла́денось и т. п. Для говоров северо-западной локализации характерна утрата конечного о в причастиях: лю́ди уже́ со́бран, молоко́ про́лит, ча́шка была́ разби́т и т. п.

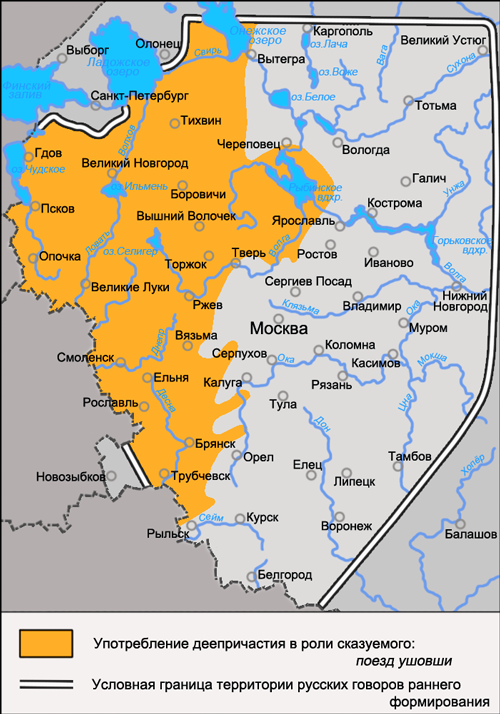
Ареал конструкции по́езд ушо́вши

- Предложение с предикативными деепричастными формами.

Схемы предложений с предикативными деепричастными формами: тот по́езд ушо́вши, я́блоки уже́ поспе́вши, все посе́вы засо́хши и т. п. В данных схемах при помощи деепричастий совершенного вида, образованных в основном от непереходных глаголов, выражается состояние предмета, вызванное предшествующим действием, как правило, самим же предметом: в прошлом (по́езд был ушо́вши), в момент речи (по́езд ушо́вши, по́езд есть ушо́вши) и в будущем (по́езд бу́дет ушо́вши). Возможны случаи образования деепричастий от переходных глаголов, в которых выражается состояние предмета, вызванное предшествующим действием другого предмета: изба́ нескла́дно постро́ивши, магази́н бу́дет закры́мши и т. п. Деепричастные формы выступают в предложениях в функции сказуемого при подлежащем (кот нае́вши — вот и спит), но возможны и схемы типа: где ещё снежко́м покры́то, а где раста́явши; да уж лежа́ть надое́вши и т. п.
Употребление деепричастия в функции сказуемого: по́езд ушо́вши входит в характеристику западной диалектной зоны. Наиболее часто данные деепричастные формы встречаются в западных среднерусских говорах, в остальных говорах диалектной зоны их употребление в основном лексически ограничено.

#### Предложение с глаголомбыть
Структурные схемы предложений с глаголом быть в сочетании с инфинитивом значимого глагола: быть дождю́ идти́, быть опя́ть за́втра е́хать, зна́чит быть тому́ случи́ться и т. п., в которых передаётся значение долженствования, неизбежности, возможности. Предложения с глаголом быть, сохранявшиеся в литературном языке до XVIII века, встречаются в настоящее время в говорах северо-запада (Псковская и Новгородская области) и юго-запада (Брянская и Орловская области) территории русских говоров раннего формирования.

#### Предложение с предикативными наречиями
Структурные схемы предложений с предикативными наречиями (на́до, ну́жно, ви́дно, слы́шно) в сочетании с существительным в именительном или винительным падежах: нам её саму́ / она́ сама́ на́до, ребя́т / ребя́та издалека́ бы́ло слы́шно и т. п. Предложения с существительными или местоимениями в форме именительного падежа при предикативных наречиях (он на́до, ло́жка на́до) наряду с существительными или местоимениями в форме винительного падежа (его на́до, ло́жку на́до) распространены в северной диалектной зоне и в ряде западных южнорусских говоров, в остальных говорах отмечаются только формы типа его на́до, ло́жку на́до. Предложение с предикативными наречиями с существительным в именительном падеже в литературном языке употреблялись до XVIII века, с существительными в винительном падеже сохранились до настоящего времени в разговорном стиле (вместо них шире употребляются конструкции с краткими прилагательными типа ло́жка нужна́ (ло́жку на́до), река́ видна́ (ре́ку ви́дно), кри́ки бы́ли слышны́ (кри́ки бы́ло слы́шно) и т. п.).

#### Предложение типаесть у нас ржи
Кроме выражения во всех русских говорах и в литературном языке в структурной схеме предложения, состоящей из существительного в родительном падеже и глагола в форме третьего лица единственного числа, признака, связанного главным образом с количеством (достаточность, недостаточность, изменение количества) (нам са́хара хва́тит), в части говоров в этой же схеме могут быть выражены признаки, не связанные с количеством (наличие, появление, обнаружение, сохранение, движение и других): есть у нас ржи, есть и пшена́; у нас зверья́ ста́ло; е́здило тут вся́кого наро́ду; бы́ло у меня́ сынове́й и т. п. Чаще всего такие схемы предложения строятся с глаголами быть, быва́ть, существительные в них могут выступать в форме единственного числа (называющие предметы, которые могут быть сосчитаны или измерены, имеющие значение вещественное, собирательное или абстрактное) и в форме множественного числа. Данные схемы предложения распространены в говорах северного наречия и в западных среднерусских говорах. В характеристику ареала II пучка северной диалектной зоны включено распространение формы родительного падежа имени при главном члене, являющемся спрягаемой формой глагола: есть у нас таки́х пе́сен. Помимо существительных со значениями предметов, которые могут быть сосчитаны или измерены, в севернорусских говорах встречаются также существительные, обозначающие неделимые предметы: а отца́-то у тебя́ есть? есть там моего́ телка́? Предложения с существительным в родительном падеже и глаголом в форме третьего лица, выражающим понятия, связанные не только с количеством, были характерны для русского литературного языка до начала XIX века.

#### Предложение с формой глаголаесть
- Употребление словоформы есть (е) в составе простых предложений без спрягаемого глагола — в двусоставных предложениях со сказуемым, выраженным существительным, прилагательным, местоимением, причастием, деепричастием, именным сочетанием, и в односоставных предложениях с главным членом, выраженным причастием и наречием: его́ жена́ есть секретарём, они́ бога́тые есть, дак ваш муж жив есть? це́рковь здесь сло́мана есть, а оте́ц-то его́вый есть из-под Костромы́, вода́ на воды́ дом е, молока́ есть дано́, у нас здесь краси́во есть и т. п. Безглагольные предложения со словоформой есть встречаются в говорах северо-западной диалектной зоны, относительно часто такие схемы предложений встречаются в говорах Прионежья Ленинградской области на границе с Карелией и в говорах Псковской области на границе с Эстонией и Латвией, возможно, данное явление в этих говорах поддерживается влиянием подобных конструкций в прибалтийско-финских и балтийских языках.
- Употребление словоформы есть в составе простых предложений с глаголом прошедшего времени, восходящее к древнерусскому перфекту: там всего́ есть наросло́, а также в составе простых предложений с глаголом настоящего-будущего времени, возможно, развившееся по аналогии с безглагольными предложениями: так-то молчи́т всё бо́ле есть; а пото́м у тебя́ сын е пойдёт учи́ться; мо́же, е́сте не пу́стят и т. п. Предложения с глаголом прошедшего времени отмечаются в некоторых говорах северной диалектной зоны, предложения с глаголом настоящего-будущего времени известны в тех же говорах, в которых словоформы есть (е) употребляются в составе предложений без спрягаемого глагола. Предложения со словоформой есть тождественны по значению предложениям той же структуры без формы есть[27][45].

#### Частицы
- Употребление в предложениях без вопросительных местоимений или наречий вопросительных частиц ти, чи, неизвестных литературному языку и другим говорам: ти ба́чила его́? хлеб чи на́до? и т. п., также ти, чи могут употребляться как разделительные союзы: прода́л бы ти быка́, ти тёлку; чи хо́чешь, чи не хо́чешь, а ро́бить на́до и т. п. Известные древнерусскому языку, частица и союз ти является элементом белорусского языка, частица и союз чи — украинского языка[46]. Употребление частицы ти как вопросительной является характерной чертой Западной группы говоров[11], а употребление чи — чертой оскольских говоров в составе переходных межзональных говоров Б южного наречия[23].

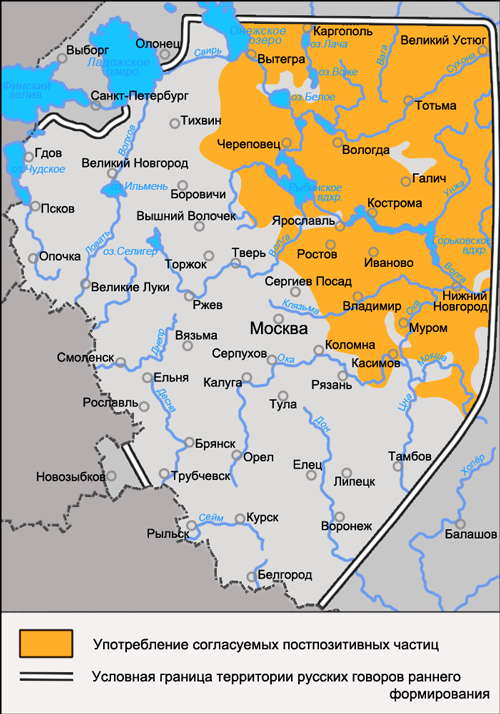
Ареал согласуемых постпозитивных частиц

- Употребление в ряде говоров со своими локальными особенностями или отсутствие, известной в литературном языке частицы то, применяемой для выделения отдельных слов[~ 5][48]. В соответствии частице то литературного языка в говорах северо-восточной локализации могут употребляться происходящие от форм указательного местоимения тътъ частицы от, та, то, ту, те, ти, ты[27][47]. Данные постпозитивные частицы в единственном числе именительного падежа различаются по родам: дом-от, гнездо́-то, стена́-та; в единственном числе винительного падежа женского рода употребляется частица ту: стену́-ту; во множественном числе именительного падежа частицы по родам не различаются: дома́-те, гнёзда-те, сте́ны-те (в ряде говоров вместо частицы те употребляются частицы ты и ти); в остальных косвенных падежах единственного и множественного числа обычно употребляется частица то[49]. Наличие согласуемых постпозитивных частиц входит в характеристику северного наречия на основе многочленных соответственных явлений[50] (в говорах Ладого-Тихвинской группы во множественном числе выступает частица ты[51]). Также употребление согласуемых постпозитивных частиц является характерной чертой Владимирско-Поволжской группы говоров[52]. Как в севернорусских, так и во владимирско-поволжских говорах, распространение согласуемых частиц в западных частях их территорий становится нерегулярным, сменяясь обобщённой частицей то. Для некоторых среднерусских и восточных южнорусских говоров характерно стремление к созвучию гласных в окончании существительного и частицы, не зависящее от его рода, числа и падежа: в и́збу-ту, са́хару-ту; без со́ли-ти, на печи́-ты и т. п. Для западных среднерусских говоров, среднерусских говоров в районе Москвы и центральных южнорусских говоров характерно употребление обобщённой частицы то. Говорам, распространённым в русско-белорусском и русско-украинском пограничье, частица то или другие усилительно-выделительные постпозитивные частицы неизвестны[53][54].
- Наряду с известными литературному языку и всем говорам предложений с сочетаниями отрицательной частицы не с отрицательными местоимениями и наречиями (никто́ не знал), в ряде говоров распространены предложения без отрицательной частицы не: никто́ знал, ничто́ ему́ и ска́зано, никуды́ меня́ возьму́т и т. п. Отрицательные предложения без частицы не, представляющие собой архаичное явление, известное в памятниках письменности с древних времён до XVIII века, сохранились в говорах северной диалектной зоны[49].

### Сложное предложение
В строении схем сложных предложений число различий между диалектами русского языка невелико, большинство явлений синтаксиса сложного предложения — общее для всех говоров, в то же время отличия диалектного языка и просторечия от литературной разговорной речи значительны.

#### Явления, общие для всех диалектов
Среди явлений, общих для всех диалектов и отсутствующих в разговорной речи литературного языка, отмечаются:
- Наличие сложных предложений с союзом потому́: а но́не-то, мо́жет, до́ма коро́вы, потому́ дождь идёт и т. п.[43]
- Наличие сложных предложений, начинающихся придаточным определительным с относительным словом како́й, кото́рый: каки́е с насе́дкою, так э́нти ди́кие и т. п.[43]
- Наличие сложных предложений с сочетанием признаков сочинительных и подчинительных конструкций: из како́го до́ма брат вы́шел, и тако́й же мы постро́или и т. п.
- Менее дифференцированное, чем в литературном языке, употребление подчинительных союзов, дополнительная функция союза как — условная функция (ты пое́дешь на пра́здник? — как ти́хо, а ве́тер — дак ни за что), причинная функция (немно́го на́до наро́ду, как уже на́брано), причинная функция союза что (ему на́до ходи́ть, да вот не пуска́ю, что гря́зно)[55].

#### Различия в составе союзов
Состав сочинительных и подчинительных союзов, который можно отнести также и к лексическим явлениям, отмечается в русских говорах следующими диалектными различиями:

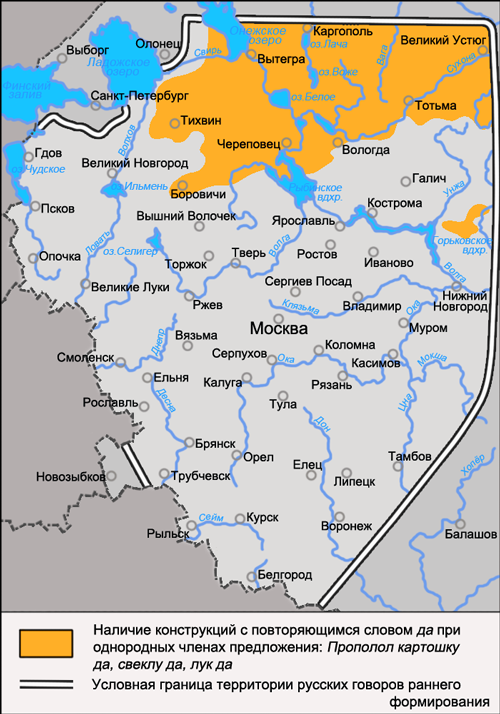
Ареал конструкции прополо́ли карто́шку да, све́клу да, лук да

- Употребление условного союза бу́де (бу́де отцу́, да ма́тери женихо́вым лю́ба де́вка, дак не спра́шивают жениха́), встречающегося в говорах севернорусского наречия[56].
- Употребление условного союза лели́ (ели́, лель) (лели́ ты коро́ву не ку́пишь, я с тобо́й жить не бу́ду), встречающегося в некоторых говорах южнорусского наречия.

- Употребление условного союза ко́ли, распространённого в севернорусских говорах[57][58].
- Употребление условного союза е́жели (е́жли), распространённого в говорах южнорусского наречия[57].
- Употребление разделительного союза бу́де (бу́де затопля́ть печь, бу́де ра́но), известного в некоторых севернорусских говорах[56].
- Употребление разделительного союза ни, нись (несь) (ни домо́й-то идти́, ни не ходи́ть; несь де́лает она́, несь не де́лает — не поймёшь), распространённого в ряде говоров севернорусского наречия.
- Употребление разделительного союза и́но (ни́но) (ни́но она́ на свеко́льник, ни́но к тебе́ шла да́ве; и́но ва́ша соба́ка га́вкает, и́но не), известного в некоторых южнорусских говорах.
- Употребление разделительных союзов ти, чи (прода́л бы ти быка́, ти тёлку; чи хо́чешь, чи не хо́чешь, а ро́бить на́до и т. п.), распространённых в говорах районов, пограничных с Белоруссией и Украиной[59].
- Употребление разделительного союза а́ли в южнорусских и среднерусских говорах[57].
- Употребление разделительного союза ли в севернорусских говорах[57].

#### Различия в частоте употребления союзов и союзных слов
Ряд союзов и союзных слов, широко распространённых на всей территории русского диалектного языка, различаются по частоте их употребления в тех или иных говорах, к их числу относятся:
- Употребление союзных слов кото́рый и како́й, в севернорусских говорах чаще встречается слово кото́рый, в южнорусских — како́й.
- Употребление временных союзов как и когда́, в севернорусских говорах чаще встречается союз как (э́ту ико́ну в монастыри́ купи́ла, как наруша́лся монасты́рь), в южнорусских — когда́.
- Употребление соединительных и противительных союзов да, и, а, в севернорусских говорах чаще встречается союз да (пря́лка-то есть, да но́не не пряду́), в южнорусских — и и а[60]. В характеристику северной диалектной зоны входит явление распространения конструкций с повторяющимся словом да при однородных членах предложения: прополо́ли карто́шку да, све́клу да, лук да[9].

#### Служебное словодак
Употребление служебного слова дак (дык, дък), заключающего собой сложное предложение: кры́шу крыть на́до, бежи́т дак; пото́м гребём грабля́ми, подсо́хнет дак. Чаще всего заключительное слово дак выражает причинные отношения. Помимо функции особого служебного форманта слово дак также может выступать в роли союза или усилительно-выделительной частицы. Служебное слово дак, широко распространённое в говорах севернорусского наречия, является новообразованием, возникшим, возможно, под влиянием тюркских или финно-угорских языков.

## Состояние синтаксической системы в современных диалектах
Синтаксический строй современных диалектов русского языка постепенно разрушается под влиянием как литературного языка (обучение в школе, печатные издания, телевидение и др.), так и в процессе взаимодействия диалектов друг с другом, с сильным влиянием тех диалектов, в которых употребляются общерусские синтаксические элементы: сужается территория распространения диалектных синтаксических конструкций, снижается частота их употребления, происходит вытеснение диалектных конструкций конструкциями литературного языка. В отличие от других языковых уровней русских диалектов (фонетики, морфологии, лексики), черты которых также со временем исчезают, диалектные особенности синтаксиса утрачиваются несколько быстрее.
Примером постепенного разрушения диалектных синтаксических элементов может служить конструкция с предлогом для (пошёл для ржи), отмечаемая диалектологами в начале XX века в севернорусских и восточных среднерусских говорах, которая выражала широкий круг значений, включая сложность какого-либо приобретения. Первым изменением на стадии происходившего на протяжении XX века разрушения конструкции, зафиксированным диалектологами, был процесс десемантизации словосочетаний с для, сближение со значением предлога насчёт, появление случаев совместного употребления предлогов в одном словосочетании (пошёл насчёт для ржи). В дальнейшем фиксировались утрата специфического значения и сведение его к объектно-целевому значению. В конечном итоге словосочетание с для постепенно вытеснялось другими конструкциями (пошёл по рожь, пошёл за ро́жью) и, вероятно, исчезло окончательно.
При наличии общей тенденции к утрате диалектных особенностей, характер этого процесса неодинаков как для разных говоров, так и для разных синтаксических конструкций. Особенности в одних говорах могут разрушаться быстрее, чем те же особенности в других говорах, одни синтаксические конструкции могут быть более устойчивыми, чем другие.